# Ruhengeri
Ruhengeri je město v severní Rwandě. Známé je rovněž pod názvy Musanze nebo Muhoza. Leží v Severní provincii nedaleko hranice s Demokratickou republikou Kongo a Ugandou v nadmořské výšce 1 883 m n. m. V roce 2022 ve městě žilo 153 368 obyvatel a po městech Kigali a Butaré tak bylo třetím nejlidnatějším sídlem v zemi.  
Ve městě se nachází Letiště Ruhengeri. Nedaleko města se dále nacházejí jezera Burera a Ruhondo, přičemž Ruhengera je zároveň vstupní branou do Národního parku Volcanoes; díky tomu je Ruhengeri také populární turistickou destinací. 